# Чехов, Николай Павлович

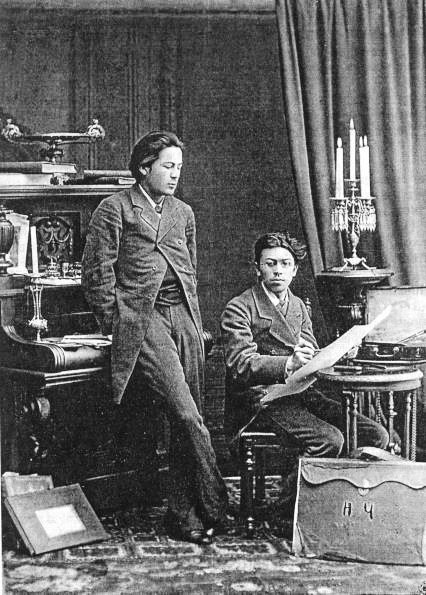
Антон и Николай Чеховы. Февраль 1882 г.

Николай Павлович Чехов (6 [18] мая 1858, Таганрог — 17 [29] июня 1889, х. Лука Сумского уезда Харьковской губернии) — русский художник, родной брат А. П. Чехова.

## Биография
Родился 6 (18) мая 1858 года в Таганроге. Отец — Павел Егорович Чехов, мать — Евгения Яковлевна Чехова (урожд. Морозова).
Учился в московском Училище живописи, ваяния и зодчества. Натурным классом в училище в те годы заведовал В. Г. Перов. Сотрудничал с газетой «Московский листок», журналами «Зритель», «Сверчок», «Свет и тени», «Москва», «Осколки» (в том числе иллюстрировал некоторые рассказы брата и был автором карикатур с его подписями; в отличие от братьев Антона и Александра, подписывался в юмористической прессе настоящей фамилией). Участвовал в росписи стен московского храма Христа Спасителя. Учился и был дружен с художниками И. Левитаном, К. Коровиным, Ф. Шехтелем. Был в гражданском браке с А. А. Ипатьевой-Гольден.
В 1883 году стал одним из учредителей Русского гимнастического общества.
Антон Чехов неоднократно критиковал образ жизни брата и его отношение к своему таланту: «гибнет хороший, сильный русский талант, гибнет ни за грош». 

## Смерть
Николай Чехов умер от туберкулёза в имении Лука Харьковской губернии у друзей Чеховых — Линтварёвых в возрасте 31 года, там и похоронен.

## Работы художника находятся в собраниях
- Таганрогский художественный музей, Таганрог[3].
- Таганрогский государственный литературный и архитектурный музей-заповедник, Таганрог.
- Государственный литературный музей, Москва
- Государственный литературно-мемориальный музей-заповедник А. П. Чехова, Мелихово.
- Дом-музей А. П. Чехова, Ялта
- Российская государственная библиотека, Москва

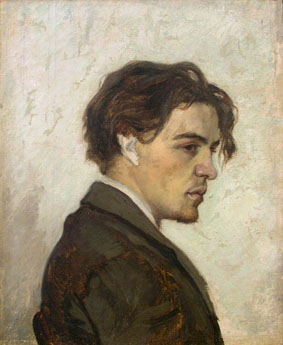
Н. П. Чехов. Портрет Антона Чехова (1884). Государственный литературный музей

## Память

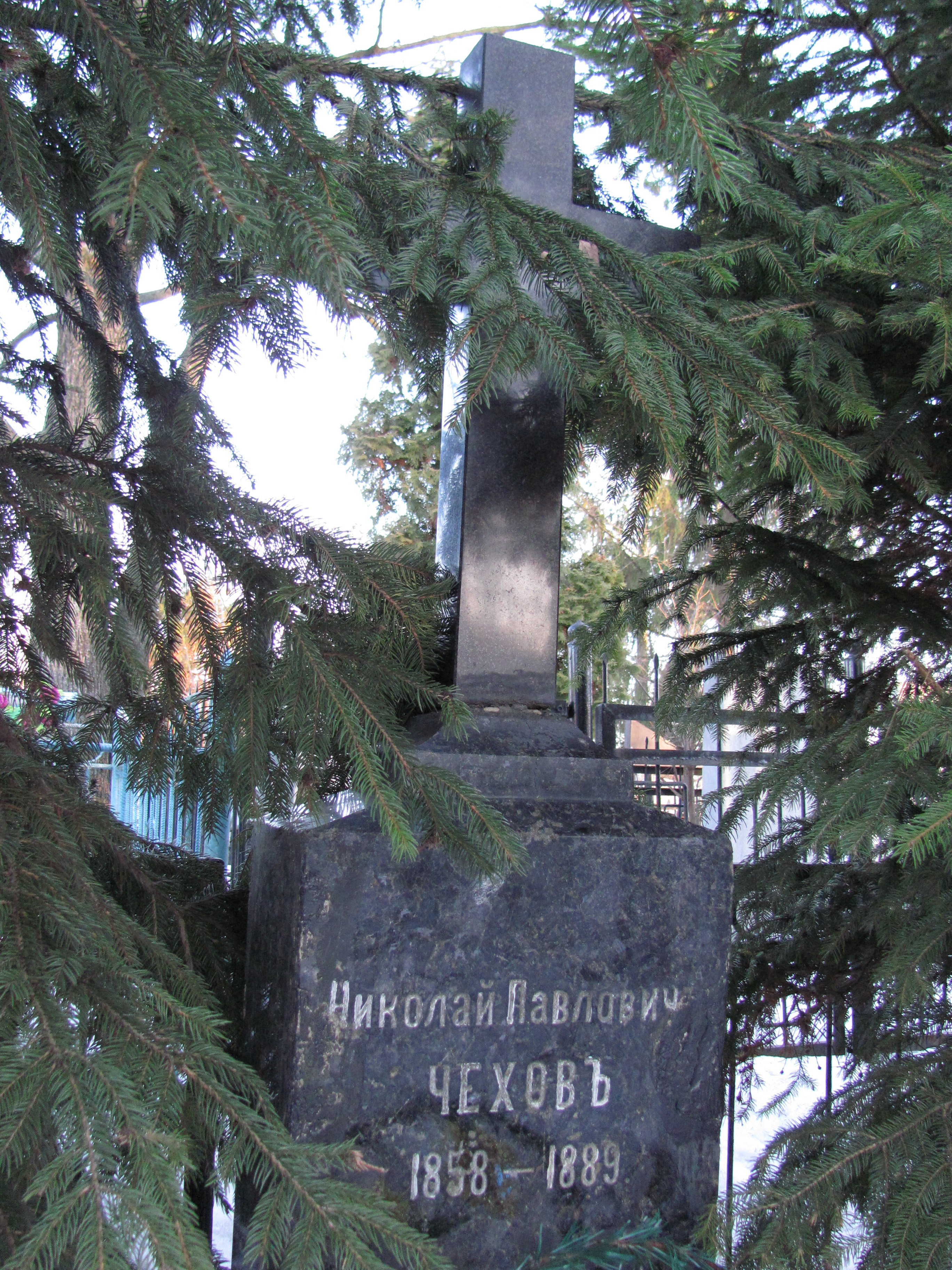
Могила Николая Чехова

Могила Николая Чехова находится на Лучанском кладбище, расположенном на Луке (район города Сумы, Украина).